# Ngô Thừa Ân và Tây du ký
Ngô Thừa Ân và Tây Du Ký (Tiếng Hoa: 吴承恩与西游记) là bộ phim truyền hình của Trung Quốc. Đây là bộ phim truyền hình sử dụng kĩ xảo 3D đầu tiên trên thế giới có độ dài 45 tập, được khởi quay từ năm 2007, và công chiếu lần đầu tại Trung Quốc từ ngày 1 tháng 7 năm 2010. Phim do Vương Thụ Cường – Đinh Ái Mẫn biên kịch. Hám Vệ Bình làm đạo diễn. Bộ phim sử dụng ca khúc "Mộng Tây du" của Chu Kiệt Luân làm ca khúc chủ đề phim. Trong phim phần Ngô Thừa Ân chiếm 2/3 và phần Tây Du Ký chiếm 1/3 thời lượng của phim, đan xen nhau, và mỗi tập phim 45 phút có khoảng 10 phút kĩ xảo 3D, hình ảnh 3D xuất hiện nhiều lần trong mỗi tập. Khi xem tivi, không có kính 3D, khán giả vẫn có thể xem thấy hình ảnh như phim bình thường nhưng không thấy hiệu quả hình ảnh 3D. Thủ pháp dàn dựng bộ phim này là tăng dần kịch tính của bộ phim lên cao vào các tập sau. Bộ phim được xem như là sự tái ngộ của nhiều diễn viên đã từng đóng phim Tây du ký trước đây: Lục Tiểu Linh Đồng, Trì Trọng Thụy, Mã Đức Hoa, Châu Long Quảng, Trương Chí Minh, và Lưu Đại Cương (vào vai Sa Tăng trong phim Tây du ký phần hai năm 2000), Vương Vệ Quốc (vào vai Ngọc hoàng phim Tây du ký phần hai) đồng thời có một số diễn viên trẻ tham gia như Mã Tô, Thạch Tiểu Quần...Phim đã đoạt được giải thưởng sáng tạo nhất trong "Liên hoan phim 3D quốc tế lần thứ nhất" được tổ chức tại Bỉ tháng 12- 2009.
Một phần bộ phim quay tại Hoài An, Giang Tô, quê hương của Ngô Thừa Ân, trong đó có nhà của Ngô Thừa Ân. Phim phát sóng trên HTV 7 tháng 10 năm 2014, tuy nhiên bị cắt xén và chỉnh sửa, chủ yếu là các đoạn hình ảnh 3D, các nội dung trích dẫn lại các phim Tây du ký trước và dựng mới, còn 42 tập mỗi tập gần 40 phút trong khi bản gốc 45 tập gần 45 phút mỗi tập.

## Tóm tắt nội dung phim
Bộ phim kể lại cuộc đời của nhà văn Ngô Thừa Ân (thời Minh) và quá trình sáng tác tác phẩm Tây du ký. Nhiều hình ảnh của phim Tây du ký 1986 và phần hai năm 2000 được sử dụng lại xen kẽ với các phần mới dựng minh họa cho quá trình sáng tạo tác phẩm, trong trí tưởng tượng của Ngô Thừa Ân và các nhân vật xung quanh ông. Theo tiểu sử, Ngô Thừa Ân có hai người vợ là Diệp Vân, Ngưu Ngọc Phụng. Trong cuộc đời, ông trải qua nhiều gian truân và phải đối phó với sự thối nát của quan triều nhà Minh lúc bấy giờ. Mục đích sáng tác Tây du ký của Ngô Thừa Ân nhằm phản ánh xã hội phong kiến đương thời, và đả phá nó, do đó ông gặp rất nhiều trở ngại để hoàn thành tác phẩm.
Trong phim cũng trích dựng lại nhiều nội dung của Tây du ký, phần lớn ở cuối bộ phim, xuất hiện trong giấc mơ hay sự tưởng tượng của Ngô Thừa Ân, hay dưới dạng kể truyện. Nhiều nội dung quan trọng dựng tại bản Tây du ký 1986 và phần hai năm 2000 được trích dựng lại để minh họa cho quá trình sáng tạo truyện Tây Du ký như: 

## Đoàn làm phim
- Tổng chế phiến: Hứa Minh Triết
- Chế phiến: Ngô Thu Vân
- Đạo diễn: Hám Vệ Bình
- Biên kịch: Vương Thụ Cường, Đinh Ái Mẫn
- Chủ diễn: Lục Tiểu Linh Đồng, Trì Trọng Thụy, Mã Đức Hoa

## Diễn viên
- Lục Tiểu Linh Đồng: Ngô Thừa Ân, Tôn Ngộ Không và Kim Ngân Ngưu Giác Yêu Mẫu, Kim Trì trưởng lão
- Mã Tô: Ngưu Ngọc Phụng và Hà Hoa Tiên Tử
- Thạch Tiểu Quần: Bạch Tuyết Diễm, Hoàng Tố Nga và Nữ vương Tây Lương nữ quốc
- Mã Đức Hoa: Diêu Lão Đại và Trư Bát Giới
- Tôn Đào: Trầm Khôn
- Trì Trọng Thụy: Đường Tăng
- Lý Văn Dĩnh: Diệp Vân và Hằng Nga
- Ngưu Bôn: Lý Lão Phu Tử
- Trịnh Sảng: Ngô Thừa Gia
- Lưu Đại Cương: Trần Long và Sa Tăng
- Tiết Dũng: La Mặc Kim
- Tôn Đại Khánh: La Bàng
- Châu Long Quảng: Huệ Phương hòa thượng và Như Lai Phật Tổ
- Điền Liên Nguyên: Thuyết Thư Nhân
- Kim Dương: Lý Xuân Phương
- Lưu Hiểu Diệp: Linh Trân
- Lưu Nghiên Ngôn: Lan Đình
- Tuyết Nga: Hà Liên
- Trương Hạo Thiên: Thừa Ân (còn thiếu niên)
- Dương Tử: Diệp Vân (còn thiếu niên)
- Vương Vệ Quốc: Ngọc Hoàng đại đế và Vạn Lịch hoàng đế
- Lưu Giai: Quan Âm Bồ Tát
- Trương Siêu: Trầm Khôn (còn thiếu niên)
- Đinh Đang (Tạ Quân Sam): La Bàng (còn thiếu niên)
- Lý Lâm Lâm: Thừa Gia (còn thiếu niên)
- Hứa Kính Nghĩa: Quản trang La Phủ (Tặc nhị)
- Quan Thiếu Tằng: Ngô Nhuệ
- Đinh Ninh: Phụng Mao
- Tào Lực: Nghiêm Tung
- Tông Phong Nham: Chu Tái Hậu
- Tề Văn Nghiêu: Quy Hữu Quang
- Hoàng Ái Linh: Ngô mẫu Trương thị
- Chu Tông Ấn: Trầm Vĩ
- Cát Á Minh: Trầm Điền
- Thạch Lê Minh: Ngưu Trung
- Trương Húc Điền: Sái Ngang
- Đổng Đan Quân: Đức An
- Tưởng Quốc Ấn: Trương Lý Tư
- Vương Vũ: Vương Trưởng Khanh
- Kiều Kiều: Tiểu Ngọc Phụng
- Phùng Ngân Sinh: Tiểu Phụng Mao
- Hồ Chiêm Lợi: Diêm Vương
- Trương Chí Minh: Đường Thái Tông
- Tống Nhuệ: Cao Thúy Lan
- Đinh Đinh: Tiểu Bạch Long
- Bồ Hoàn Hoàn: Thiết Phiến công chúa
- Chu Tuấn Hảo: Na Tra
- Hoài An: Vương Mẫu nương nương